# Aksel Selmer
Aksel Selmer (né le 15 mars 1958 à Molde) est un écrivain norvégien et un auteur de livre pour enfants.
Selmer travaille comme professeur. C'est un athlète qui a écrit plusieurs livres sur le cyclisme. En 1992, il commence sa carrière littéraire avec un recueil de poésies.